# Türkmenabat
Turquemenabate (turquemeno: Türkmenabat, Тцркменабат), anteriormente chamada de Chardzhou (turcomeno: Çärjew, Чәрҗев), e nos tempos antigos Āmul, é a segunda maior cidade do Turquemenistão e capital da província de Lebap. Em 2009, tinha uma população de aproximadamente 408.906 pessoas. Entre 1924 e 1927 foi brevemente renomeada para Leninsk em homenagem a Vladimir Lenin.

## História
Hoje (após a queda da União Soviética), Turquemenabate, é uma cidade industrial moderna, tem uma história de aproximadamente 2000 anos. A atual cidade foi fundada em 1886, durante a construção da ferrovia Transcaspiana.
Anteriormente, era conhecida como Āmul. O rio Amu Dária foi chamado assim depois desta cidade.
Chardzhou era um centro industrial e de transporte durante o período soviético, mas desde a independência do país, a maior parte destes trabalhos relacionados tem desaparecido e o peso da indústria caiu em Asgabade.

## Transportes
A cidade se comunica com a capital, Asgabade, mediante as aerolinhas Turkmenistan Airlines e por uma linha ferroviária. O trem também a conecta com Nucus e Urguenche (Uzbequistão).

## Geografia
Turquemenabate está situada em uma altitude de 187 metros, sobre os bancos do rio Amu Dária, cerca da fronteira com Uzbequistão.

## Curiosidades
A uns 70 quilômetros ao sul de Turquemenabate está a reserva do deserto de Repetek, famosa por seus zemzen (crocodilos do deserto).
Turquemenabate tem uma população de etnia uzbeque de 30-40% total. Este feito tem influenciado consideravelmente na cultura e os costumes da zona.